# داریجا
داریجا (به ترکی استانبولی: Darıca) شهری است در کشور ترکیه است .  داریجا یکی از شهرستان‌های استان کوجالی در شمال غربی ترکیه است که در ساحل دریای مرمره واقع شده. این شهر به دلیل نزدیکی به استانبول و جاذبه‌های طبیعی و توریستی‌اش معروف است. داریجا در غرب استان کوجالی قرار دارد و از شرق با گبزه و از غرب با منطقهٔ توزلا از استانبول همسایه است.جمعیت این شهر بر اساس سرشماری سال ۲۰۰۸ میلادی ۱۳۵٬۹۶۶ نفر و بر اساس برآوردهای سال ۲۰۰۹ میلادی ۱۴۰٬۳۰۲ نفر می‌باشد.

## تاریخچه:
داریجا در دوره‌های مختلف از جمله امپراتوری روم شرقی و عثمانی از مناطق مهم دریایی بوده. نام قدیمی آن در زمان بیزانس، «Bithynion» یا «Bithynia» بوده است .

## جاذبه ها:
•	باغ‌وحش Faruk Yalçın Zoo
	•	سواحل و پارک‌های ساحلی
	•	مراکز خرید مثل Megacenter و …
	•	مسجدهای تاریخی

## دسترسی ها:
از لحاظ دسترسی ، این شهر به مترو مارمارای در ایستگاه عثمان گازی و داریجا مشرف میباشد .

## جمعیت:
بر اساس داده‌های رسمی مؤسسه آمار ترکیه (TÜİK)، جمعیت شهرستان داریجا در استان کوجالی، در پایان سال ۲۰۲۳ برابر با ۲۲۷٬۸۹۲ نفر بوده است. این رقم نسبت به سال ۲۰۲۲ که جمعیت آن ۲۲۵٬۶۰۲ نفر اعلام شده بود، افزایش داشته است. داریجا با مساحت تقریبی ۲۴٫۰۵ کیلومتر مربع، دارای تراکم جمعیتی حدود ۹٬۴۷۶ نفر در هر کیلومتر مربع است که آن را به یکی از پرتراکم‌ترین مناطق استان کوجالی تبدیل می‌کند.